# Tall Rifaat
Tall Rifaat oder Tel Rifat ist eine syrische Stadt im nördlichen Gouvernement Aleppo. Der Ort liegt in einer Ebene auf etwa 460 m Höhe und liegt etwa 13 km südlich der Distrikthauptstadt Aʿzāz. Nach Aleppo im Süden sind es 30 km.
Tall Rifaat wird mit dem altorientalischen Arpad gleichgesetzt und war im 9. Jh. v. Chr. die Hauptstadt des kurzlebigen neo-hethitischem Staates Bit Agusi.
Im syrischen Bürgerkrieg war das gesamte Gebiet von Aleppo bis an die türkische Grenze dem syrischen Regime entglitten und Tall Rifaat im  Besitz verschiedener aufständischer Gruppen. Im Februar 2016 konnte die syrische Armee bei Nubl und az-Zahra’ Aleppo vom Norden abschneiden. Gleichzeitig begannen die Demokratischen Kräfte Syriens (SDF) aus Richtung Afrin im Westen eine Offensive. Bis Mitte Februar 2016 war Tall Rifaat unter Kontrolle der Islamischen Front, am 15. Februar wurde sie von der SDF erobert.
Der türkische Präsident Recep Tayyip Erdoğan kündigte Ende März 2018 an, mit seinen Truppen nach der türkischen Militäroffensive auf Afrin auch Tall Rifaat erobern zu wollen. Sie wurde jedoch Ende März 2018 von den Syrischen Streitkräften und den Russischen Streitkräften erobert.
Anfang Dezember 2024 wurde die Stadt wiederum von Truppen der Syrischen Nationalen Armee (SNA), einer von der Türkei unterstützten Oppositionsgruppe, eingenommen.